# Фестиваль Ріфкіна
Фестиваль Ріфкіна — комедія режисера Вуді Аллена 2020 року спільного виробництва США, Італії та Іспанії. Світова прем'єра відбулася на кінофестивалі в Сан-Себастьяні (де і відбувається дія фільму) 18 вересня 2020 року. У прокат картина вийшла в кінці 2020 року.

## Стислий зміст
На кінофестиваль у Сан-Себастьяні приїздить дивне американське подружжя. Морт, не зважаючи на поважний вік, письменник-початківець. Він ніяк не наважиться дописати свій дебютний твір. Його дружина Сью — значно сміливіша та рішучіша.
Тому коли вир кінофестивальних подій робить можливим знайомство з видатним французьким режисером Філіппом, жінка користується шансом повною мірою. Між Сью та Філіппом починається бурхливий роман. Спантеличений Морт нічого не може вдіяти, в нього навіть серце розболілося.
Морт звертається в лікарню і закохується у лікарку-кардіолога.

## Знімались
- Воллес Шон — Морт Ріфкін
- Джина Гершон — С'ю
- Луї Гаррель — Філіпп
- Елена Аная — Джо Рохас
- Сержі Лопес — Пако
- Річард Кайнд — батько Морт
- Наталі Поса — мати Морт
- Стів Гуттенберг — Джек
- Теммі Бланчард — Доріс
- Крістоф Вальц — Смерть
- Андреа Трепат — асистентка лікаря
- Енріке Арсе — Томас Лопес
- Дуглас Макграт — Джил Бреннер
- Бен Темпл — Кляйн
- Ізабель Гарсія Лорка — міс Вінштейн
- Джорджина Аморос — Делорес
- Ітзіар Кастро — дама в саду
- Даміан Чапа — відвідувач фестивалю
- Боббі Слейтон — відвідувач фестивалю
- Кен Апплдорн — гість коктейльної вечірки
- Наталіа Діцента — гість на ланчі
- Ману Фуллола — репортер в готелі
- Луз Чіпріота — репортерка в готелі